# Krystyna Przewoźna-Armon
Krystyna Maria Przewoźna-Armon (ur. 23 maja 1928 w Gnieźnie, zm. 16 listopada 2013 w Toruniu) – polska historyk i archeolog, specjalizująca się w prahistorii, epoce żelaza i osadnictwie.
Lata II wojny światowej spędziła w Poznaniu. Pracowała jako pomoc domowa w niemieckiej rodzinie (1941-1942), a następnie na stanowisku robotniczym w zakładach Telefunken.
W 1949 roku ukończyła Gimnazjum i Liceum Ogólnokształcące w Gnieźnie. W 1953 roku ukończyła studia na Uniwersytecie Poznańskim. Wśród jej wykładowców byli Witold Hensel, Jan Czekanowski, Józef Kostrzewski i Eugeniusz Frankowski. Jeszcze przed ukończeniem studiów pracowała w Muzeum Archeologicznym w Poznaniu oraz w Kierownictwie Badań nad Początkami Państwa Polskiego, prowadząc wykopaliska na poznańskich stanowiskach archeologicznych.
W latach 1954–1968 pracowała w Instytucie Historii Kultury Materialnej PAN. W 1962 roku uzyskała tam stopień doktora. Tematem rozprawy doktorskiej było Osadnictwo ludności kultury grobów jamowych na Pomorzu Wschodnim, a promotorem Witold Hensel.
W 1969 roku przeniosła się do Torunia, podjęła pracę na stanowisku adiunkta w Katedrze Archeologii Uniwersytetu Mikołaja Kopernika. W 1971 uzyskała tam, na podstawie rozprawy Struktura i rozwój zasiedlenia południowo-wschodniej strefy nadbałtyckiej u schyłku starożytności, stopień doktora habilitowanego.
Pracowała też w Katedrze Archeologii Uniwersytetu Łódzkiego (1975-1976).
W latach 1980–1981 była zastępcą dyrektora, a od 1981 do 1984 roku dyrektorem Instytutu Archeologii i Etnografii UMK. W latach 1984–1985 pełniła funkcję prodziekana Wydziału Humanistycznego. Od 1985 roku kierowała Zakładem Prahistorii. W 1991 roku objęła stanowisko profesora nadzwyczajnego. W 1998 roku przeszła na emeryturę.

## Wybrane publikacje
- Osada z okresu "rzymskiego" w Poznaniu przy ul. Krańcowej 77 (Mińskiej 3) (1958, współautor)
- Wyniki badań archeologicznych w okolicy Świecia nad Wisłą w 1962 roku (1968, współautor)
- Struktura i rozwój zasiedlenia południowo-wschodniej strefy nadbałtyckiej u schyłku starożytności (1974)
- Stan i potrzeby badań nad okresem późnolateńskim i rzymskim na Pomorzu Gdańskim (1975)
- Interpretacje archeologiczne a etnologiczne koncepcje kultury (1991, redakcja, ISBN 83-85263-28-4)